# Nova Dibrova, Malîn
Nova Dibrova (în ucraineană Нова Діброва) este un sat în comuna Dibrova din raionul Malîn, regiunea Jîtomîr, Ucraina.

## Demografie
Componența lingvistică a localității Nova Dibrova
     Ucraineană (100%)
Conform recensământului din 2001, toată populația localității Nova Dibrova era vorbitoare de ucraineană (100%).